# Francis Chapelet
Pour les articles homonymes, voir Chapelet (homonymie).
Francis Chapelet est un organiste français, né le 3 mars 1934 à Paris, fils de Roger Chapelet.

## Parcours
Il aborde l'orgue à l'École César-Franck, sous la direction d'Édouard Souberbielle. Il étudie ensuite au Conservatoire national supérieur de musique à Paris où il obtient les premiers prix d'harmonie (avec Maurice Duruflé comme professeur dans cette matière), d'orgue et d'improvisation (avec Rolande Falcinelli) en 1961.
Il est nommé, en 1964, cotitulaire de l'orgue de l'église Saint-Séverin à Paris, poste qu'il a tenu vingt ans, et en demeure titulaire honoraire. Il a été membre des deux commissions d'orgue (classées, non classées) du ministère de la Culture. Il est également organiste honoraire de San Giovanni dei Fiorentini à Rome.
Il crée la classe d'orgue du conservatoire de Bordeaux dont il aura la charge jusqu'en 1996.
Francis Chapelet est connu pour être un des spécialistes de l'orgue espagnol et a dirigé l'Académie internationale d'orgue ibérique de Castille. Il est également membre correspondant de l'Académie des beaux-arts de Madrid.
Concertiste international, ses talents d'improvisateur sont reconnus dans le monde entier.
Décorations : Chevalier de l'Ordre National du Mérite, Officier de l'Ordre des Arts et des Lettres.

## Discographie
- Collection "Orgues Historiques" : Covarrubias réf: HMO no 7 Improvisations et Correa de Arauxo, Cabanilles...
- Collection "Orgues Historiques" : Salamanque réf: no 10 Improvisations
- Collection "Orgues Historiques" : Frederiksborg - Scheidt, Sweelinck, etc. Réf: HM no 16
- Collection "Orgues Historiques" : Tolède - Improvisations réf: HM 4519.1.24
- Collection "Orgues Historiques" : Cuidad Rodrigo - Cabezon, Anonymes, Correa de Arauxo, Narvaez, T.L.de Santa Maria... Réf: HM no 14
- Collection "Orgues Historiques" : Trujillo - Improvisations réf: HM 4511 no 18
- Collection "Orgues Historiques" : Lisbonne - Improvisations réf: HM 4517 no 1.22
- Collection "Orgues Historiques" : Roquemaure - Suite de danses, Attaingnant, Buxtehude, L.Couperin, Sweelinck réf: HM4520
- Orgue Renaissance de Roquemaure - Sweelinck, Scheidt, Buxtehude, L.Couperin, M.Lanes réf: HM 932
- Aux orgues d'Espagne de Trujillo, Salamanque, Covarrubias et Ciudad Rodrigo - Antonio de Cabezon  réf: HM Opus 15
- Orgues de Lisbonne - Araujo, Cabanilles, Correa de Arauxo ... réf: HM 704
- Orgues des Baléares - Sweelinck, Scheidt, Boehm, Fischer, Pachelbel, Scheidemann réf: HM 948
- Collection "Grands Organistes"  Reprise de pièces de Lisbonne, Salamanque, Trujillo, Covarrubias et Frederiksborg réf: HM 34757
- Coffret: Orgues d'Espagne - Aux orgues de Salamanque, Trujillo, Tolède, Covarrubias, Palma de Majorque réf: HM765
- Collection "Orgues Historiques" no 9 - Orgue de Carpentras (P.Quoirin 1974)  Cabanilles, P.Bruna, Scheidt, J.S.Bach.
- CD - Orgues Historiques d'Europe - Baléares, Trujillo, Covarrubias - 2CD réf: HMA 1901226 et HMA 1901225.
- L'orgue contemporain à Notre Dame de Paris - ETNA 71 (en collaboration avec Haroun Tazieff) réf: FY Solstice SOCD 192
- El Organo Castellano - Abarca de Campos et Frechilla - Anonymes, Soto de Langa, Cabezon, M.Lopez, Cabanilles... réf: Valois V4653
- Les chemins de l'orgue en Aquitaine - Orgues de Montpon-Ménestérol et Vanxains, Échourgnac, Chantérac.
- Abbatiale Sainte Croix de Bordeaux - Orgue Dom Bedos - F.Couperin, Grigny, Guilain, Dandrieu et improvisation
- Orgue de Grignan - En live Dandrieu, Correa de Arauxo, Sweelinck, J.S.Bach et improvisations.
- Musiques pour deux orgues à la cathédrale de Cusco - (avec Uriel Valadeau) L.Couperin, Soto de Langa, Cabezon, Pasquini ...